# Meyronnes

Melve este o comună în departamentul Alpes-de-Haute-Provence din sud-estul Franței. În 1 ianuarie 2018 avea o populație de 62 de locuitori.